# 경남 고성군의회
고성군의회는 경상남도 고성군 지역을 관할하는 기초의회이다.